# Bílý Den
Bílý Den (v anglickém originále Burning Daylight) je kniha dobrodružného charakteru, román, jehož autorem je Jack London. Román byl vydán roku 1910, do češtiny jej v roce 1970 přeložil Alois Josef Šťastný. Uvedenou verzi knihy vydalo Lidové nakladatelství.

## Autoři knihy
Autorem románu je Jack London, do češtiny jej v uvedené verzi přeložil Alois Josef Šťastný. Autorem obálky je Pavel Telmer, kresbu vytvořil Adolf Born.

## Technická data knihy
Knihu vydalo v roce 1970 Lidové nakladatelství jako svou 1317. publikaci, tisk provedl podnik Tisk, knižní výroba, n. p. v Brně.
Kniha malého formátu (tištěná na výšku) má 336 stran a byla vytištěna v nákladu 60 000 výtisků. Je vázaná měkkou, barevnou obálkou, na níže je ilustrovaně vyobrazena postava hlavního hrdiny knihy stojícího v lodi s puškou v ruce.
Další vydání vyšlo v roce 1978 v nakladatelství Mladá fronta jako svou 3890. publikaci edice Máj. Vydání 6. (v MF 4.). Ilustroval Zdeněk Majzner.

## Obsah knihy
Román vypráví o muži jménem Bílý Den. Jedná se o hrdinu pocházejícího z Aljašky z dob před velkým objevem zlata na Klondiku. Bílý Den je legendou Aljašky, která statečně čelí nástrahám divoké aljašské přírody, stejně tak i zlata a úspěchu chtivých lidí. Jeho úspěch tkví v tom, že dokáže přesně vytušit místo, kde najde velkou spoustu zlata.